# Спас-Загор’я
Спас-Загор’я (рос. Спас-Загорье) — село в Малоярославецькому районі Калузької області Російської Федерації.
Населення становить 208 осіб. Входить до складу муніципального утворення Село Спас-Загор'я.

## Історія
Від 2004 року входить до складу муніципального утворення Село Спас-Загор'я.

## Населення
| 2002 | 2010 |
| ---- | ---- |
| 239  | ↘208 |